# Éric Laboureix
Éric Laboureix (* 12. April 1962 in Lyon) ist ein ehemaliger französischer Freestyle-Skier. Er startete in allen Disziplinen und war vor allem in der Kombination einer der erfolgreichsten Athleten der Weltcup-Geschichte. Er gewann fünfmal den Freestyle-Gesamtweltcup und viermal die Disziplinenwertung in der Kombination sowie 34 Einzelwettkämpfe im Weltcup. Bei Weltmeisterschaften holte er eine Bronzemedaille.

## Biografie

### Sportliche Laufbahn

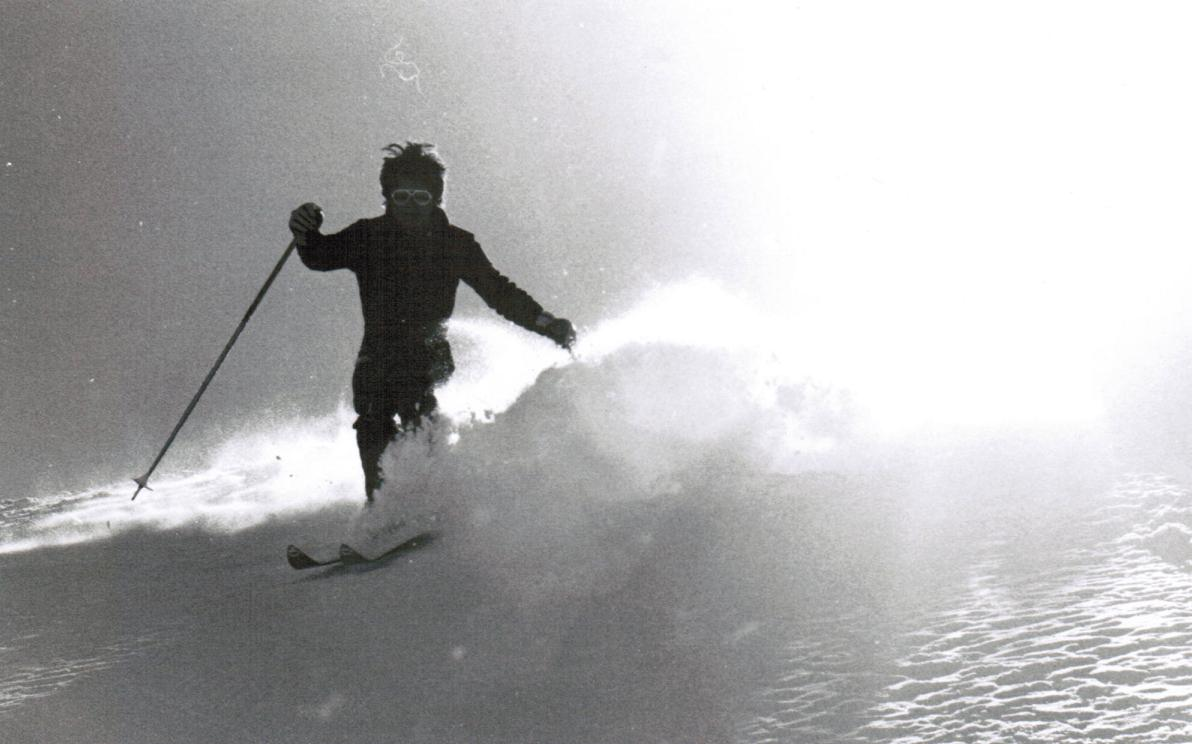
Laboureix beim freien Skifahren

Éric Laboureix wurde 1980 Juniorenweltmeister in der Kombination und gab sein Debüt im Freestyle-Skiing-Weltcup 17-jährig im März desselben Jahres auf der Buckelpiste in Oberjoch. Noch im selben Winter debütierte er in den beiden anderen Disziplinen Aerials (Springen) und Ballett sowie in der Kombination. Seine erste Platzierung in den Punkterängen erreichte er als Achter auf der Buckelpiste in Tignes. In der folgenden Saison bestritt er keine Weltcup-Bewerbe.
Nachdem seine Ergebnisse in der Saison 1981/82 unauffällig geblieben waren, gelang Laboureix im Januar 1983 in der Kombination von Tignes sein erster Weltcupsieg. Mit mehreren Top-10-Resultaten in allen Disziplinen konnte er 1982/83 zum ersten und einzigen Mal in seiner Karriere alle Wertungen unter den besten zehn abschließen. In der Kombinationswertung wurde er Zweiter, im Gesamtweltcup Dritter. Im März 1985 feierte er in Oberjoch seine einzigen beiden Siege in Einzeldisziplinen. Nachdem er das Ballett gewonnen hatte, war er einen Tag später auch auf der Buckelpiste siegreich und schaffte mit dem Gewinn der Kombinationswertung drei Weltcupsiege innerhalb von drei Tagen. Mit Platz drei im Ballett-Weltcup erreichte er sein Allzeithoch.
Im Dezember 1985 gewann Laboureix in Tignes die Generalprobe für die ersten Weltmeisterschaften im darauffolgenden Februar. Im dortigen Kombinationswettbewerb musste er sich nach den Rängen sechs (Aerials), 24 (Ballett) und 27 (Moguls) allerdings geschlagen geben und gewann mit deutlichem Rückstand auf Sieger Alain Laroche die Bronzemedaille. Diese blieb sein einziges Edelmetall bei einem Großereignis. Im Gesamtweltcup konnte er sich dafür erstmals gegen die Konkurrenz durchsetzen und gewann zudem die Disziplinenwertung in der Kombination. Auch in den beiden folgenden Wintern sicherte sich der Allrounder jeweils den Gesamtweltcup. Bei den Olympischen Spielen von Calgary, wo Freestyle-Skiing erstmals als Demonstrationssportart vertreten war, präsentierte er sich stark und belegte die Ränge sieben, acht und neun im Ballett, Moguls und Aerials. Zu seinem Pech wurde die Kombination nicht gewertet, die er ansonsten klar für sich entschieden hätte.
In der Saison 1988/89 gelang Laboureix mit Platz zwei in Tignes seine einzige Podiumsplatzierung im Aerials, die Weltmeisterschaften in Oberjoch verpasste er genauso wie die zweite Saisonhälfte, womit er im Gesamtweltcup auf Rang vier zurückfiel. Die beiden nächsten Winter dominierte er erneut mit insgesamt 13 Weltcupsiegen und sicherte sich 1990/91 zum fünften Mal den Sieg in der Gesamtwertung, ein Rekord, der erst 26 Jahre später von Mikaël Kingsbury übertroffen wurde. Bei seinen letzten Weltmeisterschaften in Lake Placid kam über die Ränge zwölf und 48 im Ballett und Moguls nicht hinaus und war damit auch in der Kombination chancenlos. Seine letzten beiden von insgesamt 311 Weltcups bestritt er im Januar 1992 in Blackcomb.

### Weitere Karriere
Nach seinem Karriereende blieb Éric Laboureix dem Wintersport treu. Zunächst kommentierte er nur einen Monat nach seinem Rücktritt für Antenne 2 die Olympischen Spiele von Albertville. Zwei Jahre später war er anlässlich der Spiele von Lillehammer in derselben Funktion für Eurosport tätig. 1992 gründete er in seinem Heimatort La Plagne das Unternehmen ELRPO (Éric Laboureix Production), mit dem er sowohl im Einzelhandel als auch auf dem Tourismussektor und als Dienstleister für den französischen Skiverband aktiv ist. Das Angebot umfasste anfangs Schneemobiltouren und wurde später durch Skischule, Bergsportseminare und die Errichtung mehrerer Sportgeschäfte erweitert. 2006 rief ELRPO als Joint Venture mit anderen französischen Unternehmen, darunter der Sportartikelhersteller Decathlon, einen Online-Skiverleih ins Leben, der 2013 über mehr als 250 Filialen innerhalb und außerhalb der Alpen verfügte. 2016 verkaufte Decathlon seine Anteile und Laboureix wurde Aufsichtsratsvorsitzender und einer von drei Hauptaktionären von Skimium.
Der Motorsportfan Laboureix war 1988 Finalist bei dem vom Ölkonzern Elf Aquitaine gesponserten Volant Elf, einem Autorennen für Nachwuchspiloten auf dem Circuit Paul Ricard.

## Erfolge

### Olympische Spiele
- Calgary 1988: 7. Ballett, 8. Moguls, 9. Aerials (Demonstrationswettbewerbe)

### Weltmeisterschaften
- Tignes 1986: 3. Kombination, 6. Aerials, 24. Ballett, 27. Moguls
- Lake Placid 1991: 12. Ballett, 48. Moguls

### Weltcupwertungen
| Saison  | Gesamt | Gesamt | Aerials | Aerials | Moguls | Moguls | Ballett | Ballett | Kombination | Kombination |
| Saison  | Platz  | Punkte | Platz   | Punkte  | Platz  | Punkte | Platz   | Punkte  | Platz       | Punkte      |
| ------- | ------ | ------ | ------- | ------- | ------ | ------ | ------- | ------- | ----------- | ----------- |
| 1980    | 53.    | 31     | 36.     | 6       | 31.    | 17     | –       | –       | 18.         | 8           |
| 1982    | 39.    | 89     | 36.     | 16      | 38.    | 22     | 29.     | 30      | 18.         | 21          |
| 1983    | 3.     | 64     | 9.      | 62      | 9.     | 67     | 10.     | 87      | 2.          | 42          |
| 1984    | 3.     | 60     | 21.     | 56      | 10.    | 101    | 6.      | 121     | 3.          | 80          |
| 1984/85 | 2.     | 64     | 12.     | 77      | 12.    | 115    | 3.      | 154     | 3.          | 79          |
| 1985/86 | 1.     | 60     | 8.      | 111     | 26.    | 26     | 6.      | 102     | 1.          | 58          |
| 1986/87 | 1.     | 64     | 9.      | 115     | 15.    | 89     | 12.     | 103     | 1.          | 89          |
| 1987/88 | 1.     | 56     | 14.     | 99      | 22.    | 73     | 10.     | 125     | 3.          | 98          |
| 1988/89 | 4.     | 42     | 18.     | 76      | 21.    | 58     | 20.     | 77      | 5.          | 60          |
| 1989/90 | 1.     | 58     | 25.     | 37      | 8.     | 114    | 10.     | 107     | 1.          | 90          |
| 1990/91 | 1.     | 49     | 19.     | 76      | 15.    | 108    | 14.     | 116     | 1.          | 117         |
| 1991/92 | 24.    | 18     | 43.     | 7       | 41.    | 22     | 21.     | 69      | 5.          | 43          |

### Weltcupsiege
Laboureix errang im Weltcup 64 Podestplätze, davon 34 Siege:
| Datum             | Ort               | Land        | Disziplin   |
| ----------------- | ----------------- | ----------- | ----------- |
| 21. Januar 1983   | Tignes            | Frankreich  | Kombination |
| 8. März 1984      | Campitello Matese | Italien     | Kombination |
| 3. Februar 1985   | Pra-Loup          | Frankreich  | Kombination |
| 1. März 1985      | Oberjoch          | Deutschland | Ballett     |
| 2. März 1985      | Oberjoch          | Deutschland | Moguls      |
| 3. März 1985      | Oberjoch          | Deutschland | Kombination |
| 13. Dezember 1985 | Tignes            | Frankreich  | Kombination |
| 2. März 1986      | Oberjoch          | Deutschland | Kombination |
| 12. Dezember 1986 | Tignes            | Frankreich  | Kombination |
| 22. Januar 1987   | Lake Placid       | USA         | Kombination |
| 24. Januar 1987   | Breckenridge      | USA         | Kombination |
| 8. März 1987      | Oberjoch          | Deutschland | Kombination |
| 27. März 1987     | La Clusaz         | Frankreich  | Kombination |
| 13. Dezember 1987 | Tignes            | Frankreich  | Kombination |
| 20. Dezember 1987 | La Plagne         | Frankreich  | Kombination |
| 12. März 1988     | La Clusaz         | Frankreich  | Kombination |
| 11. Dezember 1988 | Tignes            | Frankreich  | Kombination |
| 18. Dezember 1988 | La Plagne         | Frankreich  | Kombination |
| 8. Januar 1989    | Mont Gabriel      | Kanada      | Kombination |
| 15. Januar 1989   | Lake Placid       | USA         | Kombination |
| 16. Dezember 1989 | Tignes            | Frankreich  | Kombination |
| 17. Dezember 1989 | La Plagne         | Frankreich  | Kombination |
| 14. Januar 1990   | Lake Placid       | USA         | Kombination |
| 21. Januar 1990   | Breckenridge      | USA         | Kombination |
| 28. Januar 1990   | Calgary           | Kanada      | Kombination |
| 18. Februar 1990  | Iizuna kogen      | Japan       | Kombination |
| 13. Januar 1991   | Blackcomb         | Kanada      | Kombination |
| 20. Januar 1991   | Breckenridge      | USA         | Kombination |
| 21. Februar 1991  | La Clusaz         | Frankreich  | Kombination |
| 26. Februar 1991  | Skole             | Sowjetunion | Kombination |
| 10. März 1991     | Voss              | Norwegen    | Kombination |
| 17. März 1991     | Pyhätunturi       | Finnland    | Kombination |
| 23. März 1991     | Hundfjället       | Schweden    | Kombination |
| 7. Dezember 1991  | Tignes            | Frankreich  | Kombination |

### Weitere Erfolge
- 3 Europameistertitel (Kombination 1984, 1985 und 1987)
- Juniorenweltmeister in der Freestyle-Kombination 1980[3]